# 漠风
《漠风》，是1992年中国的一部动画片。是上海美术电影制片厂的阎善春、姚光华执导出来的一部动画。。

## 剧情简介
某日，一个年轻的探险家到了一个在广阔无垠的大沙漠。
他在那里发现一个可能是古战场遗址的东西，而夜晚，埋在沙丘的尸体们忽然都因为风的原因，从沙漠里钻了出来，并且这些原本死去的人，居然在空中进行了大战……
随后等风散去后，一切又重归平静，而看到了这些的探险家自然是对此想到了很多的东西，并且当他再次看到那个古遗址的时候，他却在那里看到了一片非常小的绿洲……

## 所获奖项
- 1993年第13届金鸡奖中获得评委会特别奖。[6][7][8]